# Marie Wagner

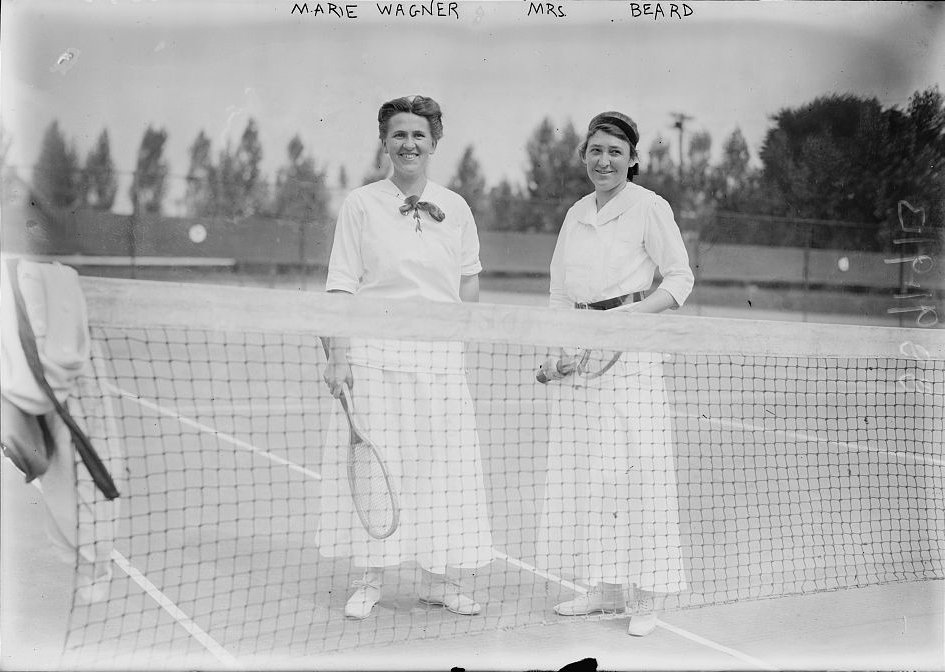
Wagner (li.), 1913

Marie Wagner (* 2. Februar 1883 in Freeport, New York; † 28. März 1975) war eine US-amerikanische Tennisspielerin.
Sie wurde sechsmal US-amerikanische Meisterin im Einzel in der Halle (1908, 1909, 1911, 1913, 1914 und 1917) und im Doppel viermal in den Jahren 1910, 1913, 1916 und 1917.
1914 verlor sie im Finale der Amerikanischen Tennismeisterschaften gegen ihre Landsfrau Mary Browne in drei Sätzen mit 2:6, 6:1 und 1:6.
Wagner wurde 1969 in die International Tennis Hall of Fame aufgenommen.